# Василка Иванова
Василка Иванова е българска народна певица.

## Биография
Родена е на 10 януари 1937 година в София. където дядо ѝ Димитър се преселва от Пиринския край. Той знаел много оригинални пирински песни, а баба ѝ Гена я научава на песни от Югозападна България.
От ранна възраст се занимава с музика. В началото на 50-те години участва в Ансамбъла за народни песни на Българското радио още от неговото създаване. Изпълнява главно песни от Македонската фолклорна област. Известност придобиват дуетите ѝ с Мария Кокарешкова („Йовано, Йованке“, „Море, сокол пие“, „Глави ме, мамо“, „Магде Магдалено“, „Къде си тръгнало, Кате“), записани в 1955 година, и с Илия Аргиров („На сърце ми лежи, мила мамо“, „Сама китка, мамо“). Нейно е и първото изпълнение, в дует с Георги Христов, на станалата популярна градска песен „Градил Илия килия“. Записва с музикантите Христофор Раданов, Иван Кирев, Йордан Цветков, Васко Конов и Николай Богданов. „Балкантон“ издава поредица от плочи, малки и дългосвирещи, със солови и дуетни изпълнения в обработка на композиторите Емил Колев и Анастас Наумов.
Женена е за музиканта Георги Стойчев (цугтромбон в Симфоничния оркестър на Радио София), дъщеря им Мария Стойчева е оперна певица.
Василка Иванова умира на 15 март 2011 година в София.